# Калима (культура)

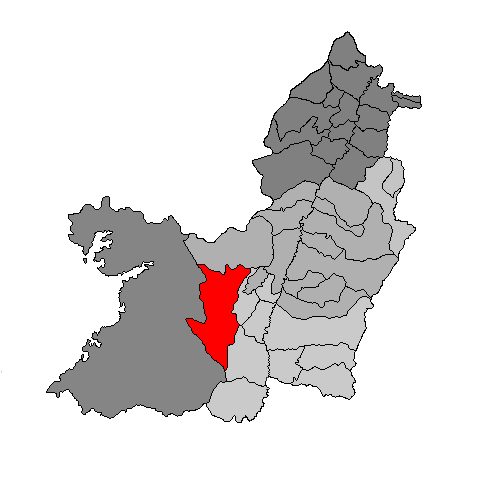
Территория муниципалитета Дагуа в долине Каука, где находилась область влияние культуры Калима

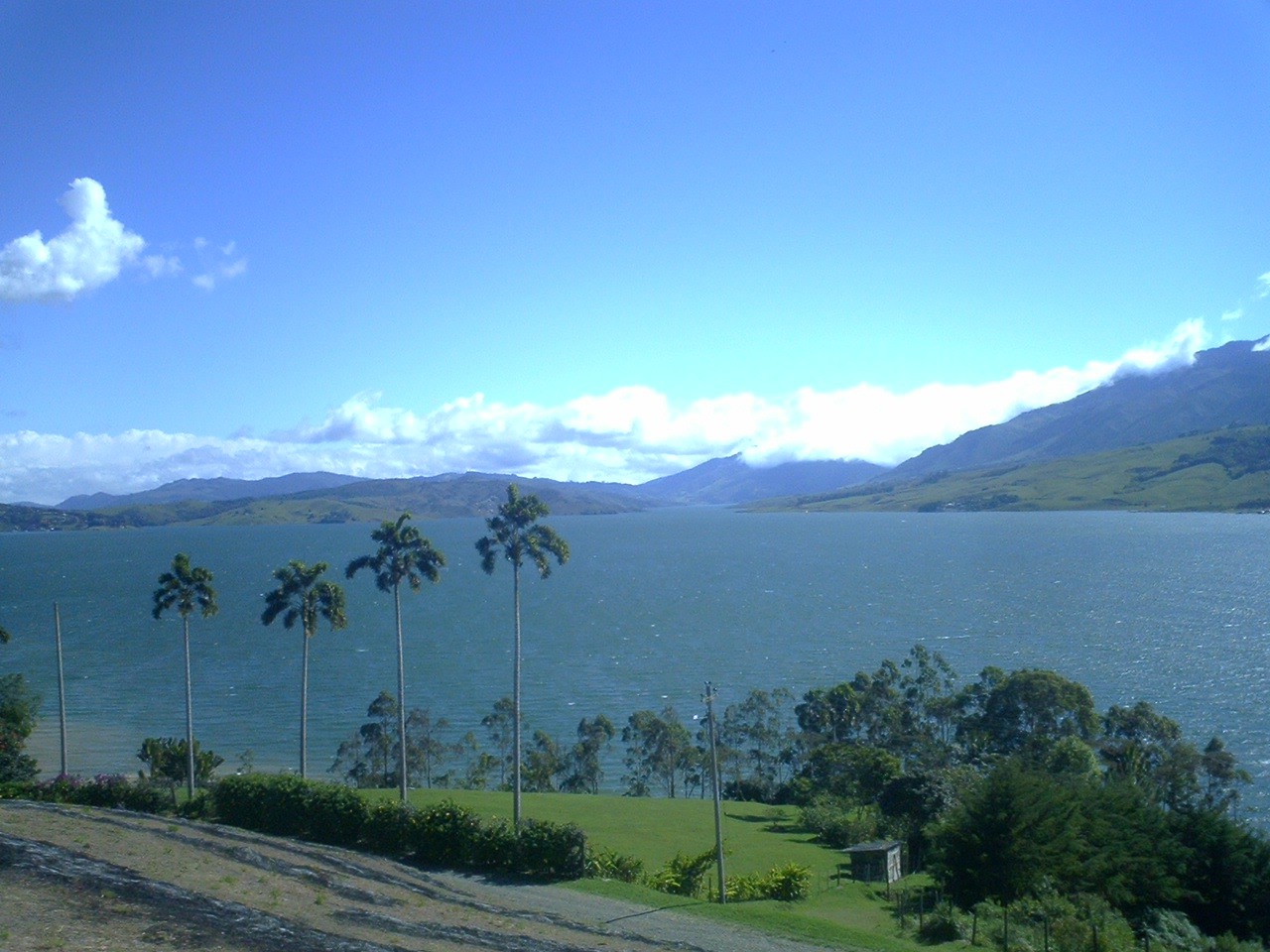
Озеро Калима в Восточных Кордильерах

Культура Калима — доколумбова культура, существовавшая на территории Колумбии в её западных регионах между реками Сан-Хуан, Дагуа и Калима в долине Каука. В результате раскопок в данном регионе обнаружены террасы, на которых сооружались жилища, наскальные изображения, могилы, керамика и ювелирные изделия.

## Географическое положение
Археологические памятники культуры Калима были обнаружены в центральной части Восточных Кордильер. Кордильеры являются природной крепостью, которая разделяет тихоокеанский и андский регионы Колумбии, и где расположены знаменитые озеро Калима и вершина Калима. Высота над уровнем моря в данном регионе колеблется от 1,2 до 1,5 км.

## История
Термин «культура Калима» относится к поселениям, существовавшим в данном регионе с 7 в. до н. э. по 15 в. н. э. По-видимому, регион был заселён с начала голоцена около 8 в. до н. э. Таким образом, Культура Калима соответствует формационному периоду американской хронологии. Она исчезла ещё до прихода конкистадоров. Имеется сходство с более ранними культурами данного региона — Илама и Йотоко Известно, что представители культуры Калима говорили на языке карибской семьи. Самоназвание данного народа неизвестно. Центр данной культуры находился на территории современных муниципалитетов Дарьен и Рестрепо.
Появление керамических и ювелирных изделий датируется примерно 15-16 вв. Калима изготавливали сосуды для охлаждения воды, называемые алкарраца. По образу жизни представители культуры Калима были изначально охотниками и собирателями; согласно Фоллето, работа «Доколумбова керамика» (исп. Cerámica Precolombina) и Синику, различались два периода: охотники и собиратели (первоначальный и наиболее примитивный этап длился около 6 тысяч лет) и аграрно-керамические общества (делится на три раздела: Илама, Йотоко и Сонсо).